# Grevillea alpina
Espèce
Classification phylogénétique
Grevillea alpina est une espèce végétale de la famille des Proteaceae.
Cette plante d'apparence variable pousse trouve dans les forêts et bois secs le l'État de Victoria et des états voisins, en Australie.
Certaines plantes s'étalent au ras du sol, d'autres deviennent un arbuste. Les fleurs sont de plusieurs couleurs, du blanc au vert avec des teintes de rouge et de rose, ou sont multicolores. Les fleurs, courbées en boucle, font de 1 à 3 centimètres de diamètre. G. alpina pousse mieux dans les milieux secs et ne tolère guère l'excès d'humidité. Elle attire les insectes et les oiseaux qui se nourrissent de son nectar.